# مقاطعة غيم (أيداهو)
مقاطعة غيم (بالإنجليزية: Gem County)‏ هي إحدى مقاطعات ولاية أيداهو في الولايات المتحدة الأمريكية.